# Рамадан, Аммар
Аммар Рамадан (араб. عَمَّار رَمَضَان‎; род. 5 января 2001 или 1 января 2001, Джабла, Латакия) — сирийский футболист, атакующий полузащитник словацкого клуба «ДАК 1904» и сборной Сирии. Сын футболиста Мунафа Рамадана.

## Биография

### Юношеская карьера
Получал футбольное образование в Сирии и Италии, в том числе и в молодёжной команде «Ювентуса», где его партнёрами были Мойзе Кен, Фабио Миретти и Николо Фаджоли. В январе 2019 года переехал в Венгрию, где присоединился к клубу «Ференцварош».

### Клубная карьера
Дебютировал во взрослом футболе за «Ференцварош» в Национальном чемпионате 23 июня 2020 года в матче с «Фехерваром», выйдя на замену на 60-й минуте матча — «Ференцварош» проиграл со счётом 1:0. В том же году по итогам сезона выиграл чемпионский титул вместе с «Ференцварошем». Он не был включён в заявку «Ференцвароша» на Лигу чемпионов 2020/2021.
В 2021 году играл на правах аренды за «Шорокшар» и трнавский «Спартак», с которым в 2022 году выиграл Кубок Словакии.
22 июля 2022 года подписал однолетний контракт с клубом «ДАК 1904» с возможностью продления ещё на один сезон. Дебютировал за новую команду в Суперлиге 24 июля 2022 года в матче с клубом «Жилина», выйдя на замену на 60-й минуте — матч закончился со счётом 1:1. 23 августа 2023 года в матче Кубка Словакии с «Габчиково» оформил первый хет-трик в карьере — ДАК 1904 выиграл матч со счётом 5:1.

### Карьера в сборной
26 сентября 2022 года дебютировал за сборную Сирии в товарищеском матче со сборной Ирака — Ирак выиграл со счётом 1:0.
В декабре 2023 года был включён в состав сборной на Кубок Азии 2023. На этом турнире он был основным игроком и сыграл в 4 матчах — Сирия проиграла в серии пенальти сборной Ирана и выбыла из турнира.

## Достижения
«Ференцварош»
- Чемпион Венгрии (1) : 2019/20

 Спартак (Трнава)
- Обладатель Кубка Словакии (1) : 2021/22